# Kapellförsamling
Kapellförsamling eller kapellag är en församlingsdel som har ett eget kapell och egen predikant eller komminister, men som dessutom deltar i underhållet av moderförsamlingens kyrka och prästgård. Vanligen tillkom kapellag och kapellförsamlingar på grund av områdets avstånd från moderkyrkan vilket gjorde det svårare för kyrkan att hålla gudstjänst och andra religiösa tjänster åt sina församlingsmedlemmar.

## Evangelisk-lutherska kyrkan i Finland
I den evangelisk-lutherska kyrkan i Finland är en kapellförsamling en geografiskt avgränsad del av en församling. Verksamheten i en kapellförsamling leds av ett kapellråd bestående av 5-8 personer som utsetts bland kapellförsamlingens medlemmar. Personalen består i regel av en kaplan eller församlingspastor samt möjligen av kantor, diakonitjänsteinnehavare och andra anställda.

## Svenska kyrkan
Kapellförsamlingar och kapellag var församlingsdelar i Svenska kyrkan som hade ett eget kapell och egen predikant eller komminister, men som dessutom deltog i underhållet av församlingens kyrka och prästgård. Kapellförsamlingen respektive kapellaget skulle alltså bära sina egna kostnader, samtidigt som medlemmarna bidrog till den äldre kyrkans underhåll. Med Kungl. Maj:ts beslut kunde en kapellförsamling eller ett kapellag bli en annexförsamling. År 1940 hade enligt Statistiska centralbyrån samtliga kapellförsamlingar upphört att existera i Sverige. Av de 23 kapellförsamlingar som fanns i Sverige den 31 december 1930 hade år 1940 22 stycken blivit annexförsamlingar och 1 (Stjärnsunds kapellförsamling) ombildats till ett kyrkobokföringsdistrikt. Historiskt kan i de enskilda fallen skillnaden mellan kapellag och kapellförsamling vara diffus, men kapellag innebar en mindre tydlig koppling till administrativt område och mer beroende av medfinansiering från huvudförsamlingen.
Prästen i ett kapellag kallades kapellpredikant eller kaplan.